# إميل ستينن
إميل ستينن مواليد 02 نوفمبر 1907 في أنتويرب - الوفاة 27 مارس 1997، لاعب كرة قدم بلجيكي سابق كان يلعب كلاعب وسط. سبق له أن لعب في كأس العالم لكرة القدم مع منتخب بلاده.

## مسيرته الكروية
لعب إميل ستينن خلال مسيرته الاحترافية مع ناديين في ستة عشر موسمًا وسجل خلالها 94 هدفًا ضمن 279 مباراة. ولم يفز بأي موسم بالكأس أو بالدوري.
خاض إميل ستينن مسيرته مع نادي بيرخيم في موسم 1927–28 ليلعب معه ثمانية مواسم، مشاركًا في 140 مباراة سجل خلالها 54 هدفًا. ثم انتقل إلى نادي أولمبيك تشارلروا في موسم 1935–36 ليلعب معه ثمانية مواسم، حيث شارك في 139 مباراة سجل خلالها 40 هدف.

## روابط خارجية
- إميل ستينن على موقع الاتحاد الدولي (مؤرشف)  (الإنجليزية)
- إميل ستينن على موقع الاتحاد البلجيكي (الإنجليزية)
- إميل ستينن على موقع قاعدة بيانات كرة القدم.إي يو (الإنجليزية)
- إميل ستينن على موقع ناشيونال فوتبول تيمز (الإنجليزية)
- إميل ستينن على موقع Soccerway.com (الإنجليزية)
- إميل ستينن على موقع عالم كرة القدم.نت (الإنجليزية)